# Außenpluralität
Außenpluralität ist ein Begriff aus der Medienpolitik.
Das außenplurale Modell behauptet, dass durch die Vielfalt von Fernseh-Programmanbietern die nötige Ausgewogenheit hergestellt wird.
Das Modell der Außenpluralität wurde vom Bundesverfassungsgericht für zulässig erklärt.
Beispielsweise gilt dieses Prinzip neben der medienpolitischen Bedeutung auch für die Presse in der Bundesrepublik Deutschland, da die inhaltliche  Gestaltungsfreiheit und die Meinungsvielfalt des Angebots durch eine Vielzahl von Anbietern realisiert und gewährleistet wird.

## Gegenteil
- Binnenpluralität